# Rententurm

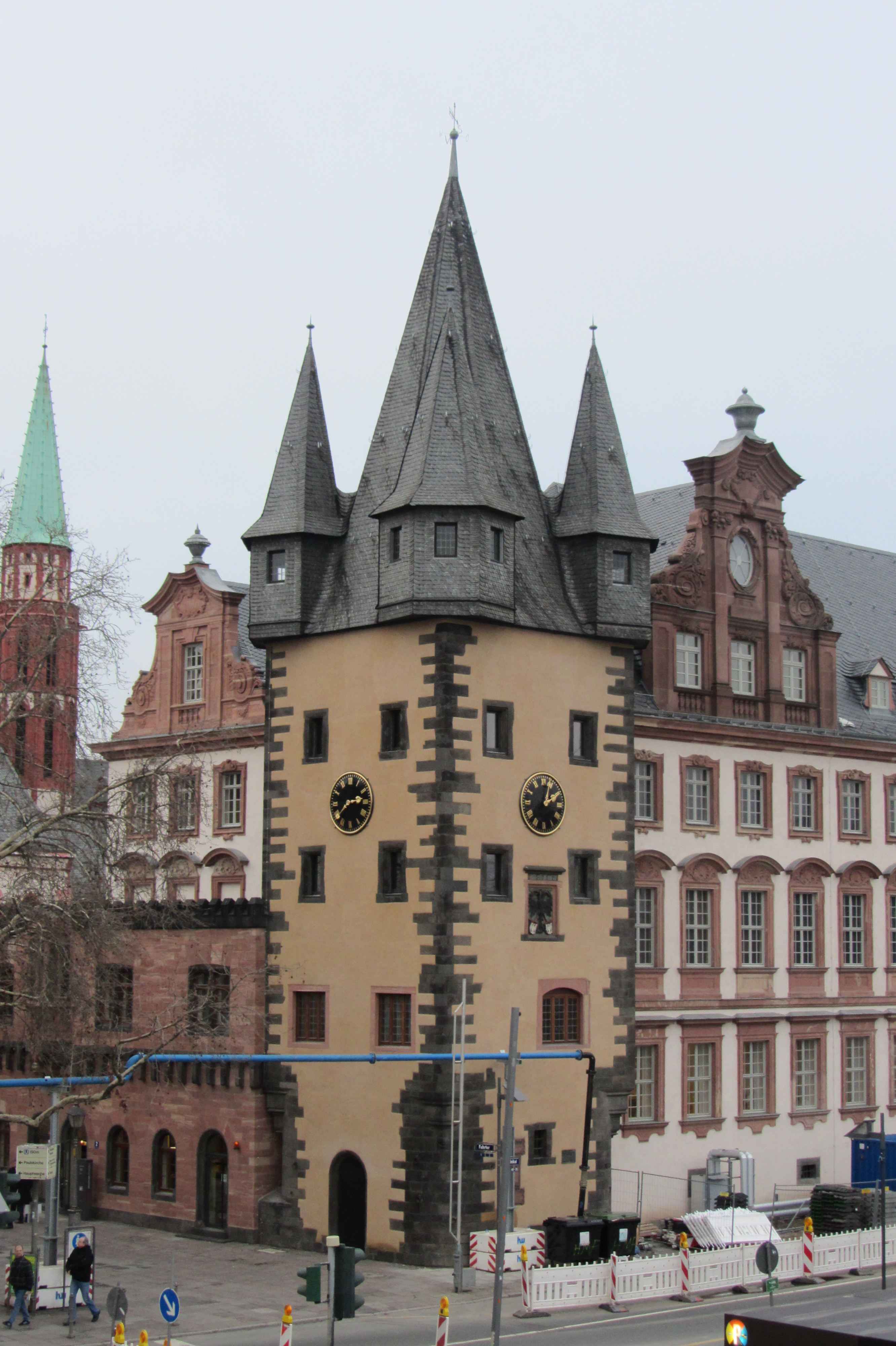
Der Rententurm mit neuer Uhr, 2013

Der Rententurm ist ein spätgotischer Torturm der ehemaligen Stadtbefestigung von Frankfurt am Main und Teil des Saalhofes. Der Turm sicherte das Fahrtor, das als wichtigstes mainseitiges Stadttor Frankfurts das Zentrum des historischen Stadtkerns, den Römerberg, mit dem außerhalb der Stadtmauer liegenden Hafen am Mainufer verband. Gegenüber dem Rententurm am Mainkai liegt seit 1869 der nördliche Brückenkopf des Eisernen Stegs.

## Geschichte
Der Rententurm ist ein viergeschossiger Torturm auf quadratischem Grundriss mit Spitzhelm und vier Erkertürmchen, damit ein so genannter Fünfknopfturm. Er wurde 1454 bis 1456 durch Eberhard Friedberger erbaut. Der Turm ist Teil des Ensembles des Saalhofs, der staufischen Kaiserpfalz aus dem 12. Jahrhundert. Zur Bauzeit des Rententurms befand sich der Komplex jedoch bereits nicht mehr in kaiserlichem, sondern in privatem Besitz.
Der Turm diente einerseits zum militärischen Schutz des Fahrtors, andererseits zur Erhebung von Zöllen und Hafengebühren. Im Keller des Turms befand sich zeitweise das Stadtgefängnis, das sich allerdings bei vom Main ausgehenden Überschwemmungen mit Wasser füllte. Im Innenraum befand sich die holzgetäfelte Rentenstube im ersten Stock. Der große Saal im Dachgeschoss, 1455 durch den Zimmermeister Henze Monkeler geschaffen, galt als einer der schönsten Aussichtsplätze in Frankfurt.
Von 1715 bis 1717 entstand nach Plänen des Arnsburger Zisterzienserpaters Bernhard Kirn anstelle der Flussmauer der barocke Bernusbau als Stadtpalast einer niederländischen Kaufmannsfamilie. Das Bauwerk bildet seitdem das unmittelbare Nachbargebäude des Rententurms.

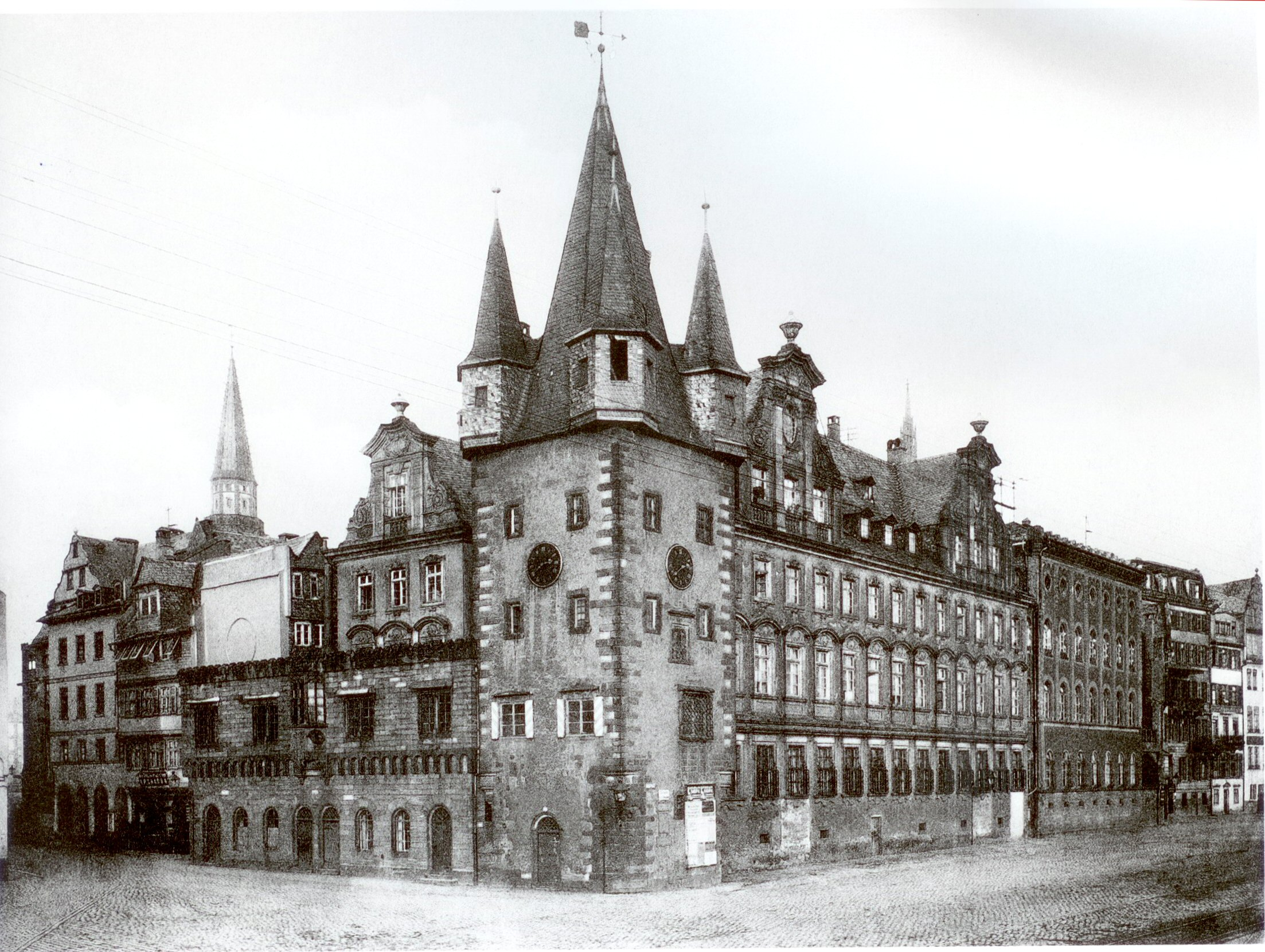
Der Rententurm um 1900

Der Turm verlor durch Anhebung des Mainufers im 19. Jahrhundert etwa drei Meter seiner sichtbaren Höhe. Nach dem Ersten Weltkrieg lebte der Schriftsteller Fritz von Unruh in dem Turm.

Blick auf den Rententurm (links) und Eisernen Steg um die Mitte der 1930er-Jahre. Davor der Untermainkai mit dem Herkuleskran.

Im Zweiten Weltkrieg brannte der Turm teilweise aus, das markante Dach mit seinen Zinnen wurde zerstört und das Uhrwerk ging verloren. Nach dem Krieg wurden die beschädigten Teile originalgetreu wiederaufgebaut. Ein passendes Uhrwerk wurde allerdings erst im Jahre 2012 wieder eingebaut.
Der Rententurm ist einer von nur drei erhaltenen Tortürmen der gotischen Stadtbefestigung, die anderen beiden sind der bekannte Eschenheimer Turm (1428) sowie der Kuhhirtenturm (1490) auf der linken Mainseite.

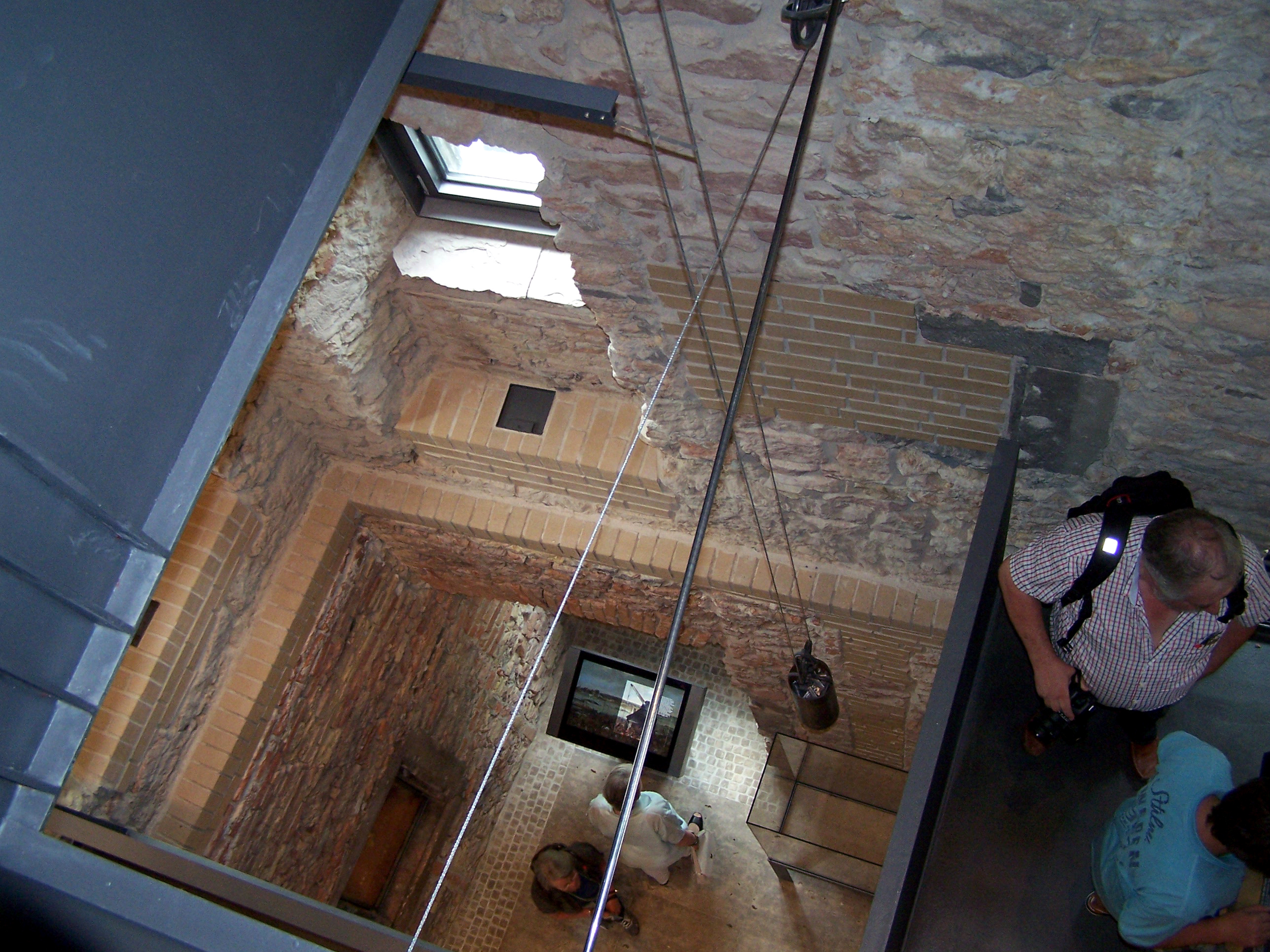
Blick von oben in das Turminnere nach der Umgestaltung von 2012

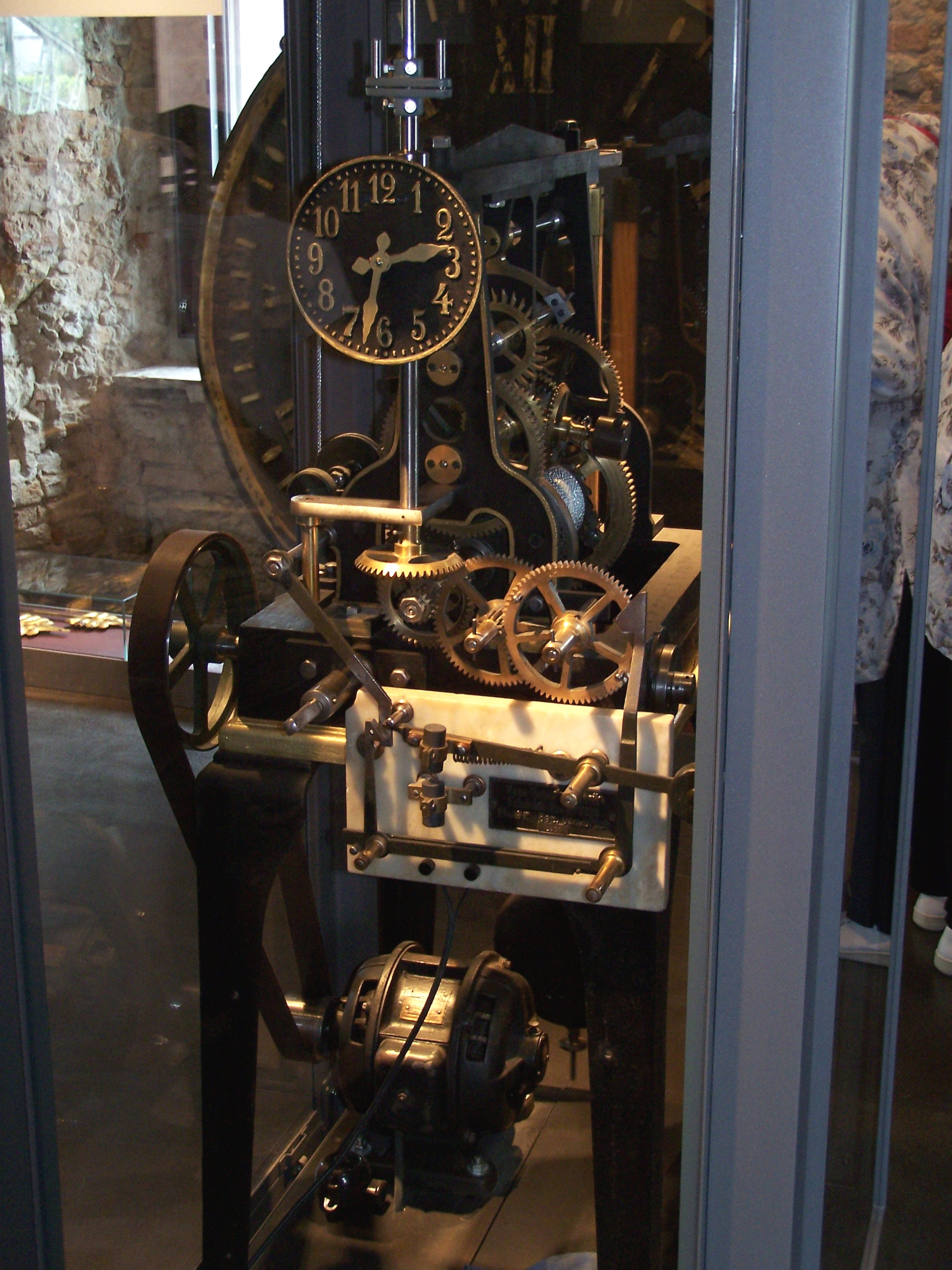
Turmuhr des Rententurms ab 2012

Seit dem 26. Mai 2012 ist der Rententurm als Teil des Historischen Museums der Stadt Frankfurt erstmals in seiner Geschichte über eine historische Wendeltreppe für die Öffentlichkeit zugänglich. Im Inneren sind Metallböden eingebaut, die einerseits eine Nutzung als Ausstellungsfläche ermöglichen und andererseits einen senkrechten Durchblick durch den Turm ermöglichen. Außerdem wurde der Turm wieder mit einer funktionsfähigen Turmuhr versehen, über die er in der Vergangenheit bereits verfügte.